# Belgiens repræsentantkammer
Repræsentant-kammeret (nederlandsk: Belgische Kamer van volksvertegenwoordigers, fransk: Chambre des Représentants de Belgique, tysk: Die Belgische Abgeordnetenkammer) ofte bare kaldt Kammeret, er underhuset i Belgiens føderale parlament, som i også omfatter Senatet, som er overhuset.
Repræsentant-kammeret består af 150 direkte valgte medlemmer, som vælges hvert fjerde år, Kammeret kan selv pålægge kongen at udskrive nyvalg.